# Bryan Anastatia
Bryan Xavier Anastatia (sinh ngày 14 tháng 7 năm 1992) ở Curaçao là một cầu thủ bóng đá thi đấu ở vị trí Tiền đạo. Hiện tại anh thi đấu cho CRKSV Jong Holland ở Curaçao League và Đội tuyển bóng đá quốc gia Curaçao.

## Sự nghiệp câu lạc bộ
Năm 2010, anh ký hợp đồng với đội bóng Curaçao League CRKSV Jong Holland.

## Sự nghiệp quốc tế

### Antille thuộc Hà Lan
Vào ngày 13 tháng 10 năm 2010 anh ra mắt cho Đội tuyển bóng đá quốc gia Antille thuộc Hà Lan trong trận đấu trước Đội tuyển bóng đá quốc gia Suriname ở Giải vô địch bóng đá Caribe 2010.

### Curaçao
Vào ngày 20 tháng 8 năm 2011 anh ra mắt cho Đội tuyển bóng đá quốc gia Curaçao trong trận giao hữu trước Đội tuyển bóng đá quốc gia Cộng hòa Dominica.